# Callianthe mouraei
Callianthe mouraei är en malvaväxtart som först beskrevs av Karl Moritz Schumann, och fick sitt nu gällande namn av Donnell. Callianthe mouraei ingår i släktet Callianthe och familjen malvaväxter. Inga underarter finns listade i Catalogue of Life.